# Edmonton (motorfiets)
Edmonton is een historisch motorfietsmerk.
De bedrijfsnaam was: Edmonton Motors, London.
Edmonton was, zoals bijna alle Britse motorfietsbouwers aan het prille begin van de 20e eeuw, afhankelijk van inbouwmotoren van buitenlandse merken. De meest populaire motoren kwamen van Minerva, dat zelfs een eigen assemblagewerkplaats in Londen had. Naast deze Belgische motoren gebruikte Edmonton ook de Duitse Fafnir-motoren. De productie begon in 1903 en werd in 1910 beëindigd.